# Kakengwa Pikinini
Kakengwa Jane Pikinini est une joueuse congolaise de basket-ball, née le 29 juin 1971 à Bukavu au Sud-kivu.

## Biographie
Avec l'équipe du Zaïre féminine de basket-ball, elle remporte le Championnat d'Afrique féminin de basket-ball 1994 en Afrique du Sud.
Elle a participé au tournoi féminin de basket-ball aux Jeux olympiques d'été de 1996 à Atlanta, et son équipe a terminé à la douzième place.
Elle termine également cinquième du  Championnat d'Afrique féminin de basket-ball 2005.